# Apistogramma cruzi
Apistogramma cruzi (Kullander, 1986) è un pesce d'acqua dolce appartenente alla famiglia Cichlidae, sottofamiglia Geophaginae.

## Distribuzione e habitat
Si trova nei fiumi appartenenti al bacino del Rio delle Amazzoni, in Ecuador, Colombia e Perù. Vive in acque piuttosto torbide.

## Descrizione
Il corpo è compresso ai lati e piuttosto allungato. Il dimorfismo sessuale è molto meno evidente che in altri ciclidi: i maschi hanno le pinne più colorate e sono leggermente più grossi delle femmine, senza mai comunque superare di molto i 5 cm.
La colorazione è bruna-grigiastra sul corpo, attraversato da una fascia orizzontale nera che passa per l'occhio. Le pinne sono un po' allungate e appuntite; sul peduncolo caudale è presente una macchia nera.

## Riproduzione
È un pesce oviparo, depone in anfratti rocciosi, dove la femmina sorveglia le uova e gli avannotti finché non sono autosufficienti.